# 31-es szekció
A 31-es szekció a Föderáció nem hivatalos titkosszolgálata a Star Trek történetekben. 

## Háttere
A Csillagflotta alapító-okiratának 14. cikkelyének 31. szekciója kimondja, hogy "a Csillagflotta normái megkerülhetőek, ha a Föld rendkívüli veszélybe kerül". A 31-es szekció erről a bekezdésről vette a nevét, tekintve, hogy olyan eszközökkel is él, melyek tiltottak a Csillagflottában, ill. a Föderációban. Olyasfajta szervezet, mint az Obszidián Rend a Kardassziai Birodalomban, vagy a Tal Shiar a Romulán Birodalomban. Mindezzel együtt a szervezet a Föderáció érdekeit védi, és ezért a Föderáció hajlandó szemet hunyni a szervezet alkalmanként nem megengedett módszerei felett is (már ha egyáltalán tudomást szerez róluk). A 31-es szekció feladatai közé tartozik többek között az ellenséges vagy ellenséges érzületű fajok, csoportok figyelése, valamint ezen csoportokba való alkalmankénti beépülés információszerzés, illetve bomlasztás végett. A szervezetnek mindenhol vannak ügynökei, különböző kormányokban, szervezetekben, és a legmagasabb Csillagflotta admiralitásában is. A 31-es szekció neve a Star Trek: Deep Space Nine sorozatban bukkan fel legelőször, és olykor ügynökök is szerepelnek, akik a sorozatok szereplőivel szövetkezve akarják felszámolni a Föderációellenes tevékenységeket. Mivel a 31-es szekció más, hasonló szervezetekkel ellentétben alapvetően a Föderáció "jó" céljaiért küzd, a Föderációban senkinek sem igazán érdeke a szervezet megszüntetése.
A szervezet később felbukkant a Star Trek: Enterprise, a Star Trek: Discovery és a Star Trek: Lower Decks sorozatokban, valamint a Star Trek – Sötétségben című filmben. Ezen kívül több, különböző időben játszódó Star Trek regényben és képregényben is szerepeltették. Készült streamingre egy Star Trek: A 31-es szekció című film is, melyet egy sorozat nyitóepizódjának szántak.

## Fordítás
Ez a szócikk részben vagy egészben  a   Section 31 (Star Trek) című angol Wikipédia-szócikk fordításán alapul.  Az eredeti cikk szerkesztőit annak laptörténete sorolja fel. Ez a jelzés csupán a megfogalmazás eredetét és a szerzői jogokat jelzi, nem szolgál a cikkben szereplő információk forrásmegjelöléseként.